# Карадог од Ланкарфана
Карадог из Ланкарфана (лат. Caradocus Lancarbanensis; вел. Caradog o Lancarfan; енгл. Caradoc of Llancarfan) био је велшки клирик који је живео и стварао у Ланфаркану у Велсу у 12. веку. Сматра се за аутора две хагиографије написане на латинском језику: Житија Св. Гилде и Житија Св. Кадока.
Био је савременик Галфреда (Џефрија) из Монмута, аутора Историје краљева Британије (лат. Historia Regum Britanniae). При крају своје Историје Галфред је споменуо како Карадог ради на наставку његовог дела од догађаја из 689. године до њиховог времена. Вероватно је у питању била Хроника владара (вел. Brut y Tywysogion), мада ниједан од сачуваних средњовековних преписа не спомиње Карадога као аутора.
Дејвид Пауел, велшки антиквар из 16. века, тврдио је да је његова Историја Камбрије наставак Хронике владара. Крајем 18. века Јоло Моргануг написао је дело Brut Aberpergwm за које је тврдио да је Карадогова изгубљена хроника. Објављено у серији The Myvyrian Archaiology of Wales, ово дело постало је најутицајније и напознатије међу бројним књижевним и антикварским фалсификатима Јола Морганауга. Његов циљ био је да обезбеди Краљевини Гламорган (Гливисинг, Моргануг) централно место у раној и средњовековној историји Велса.